# 喬伊斯山
75°36′S 160°49′E / 75.600°S 160.817°E
喬伊斯山（英語：Mount Joyce）是南極洲的山峰，位於維多利亞地，屬於阿爾伯特親王山脈的一部分，處於霍華德山西北面15公里，海拔高度1,830米，現時由南極條約體系管理。